# Classification des minéraux
La classification des minéraux est la répartition systématique des espèces minérales en classes et catégories, suivant des caractères communs propres à en faciliter l'étude, et tout particulièrement l'identification des minéraux provenant de roches prélevées sur le terrain.
Le système adopté par l'Association internationale de minéralogie est la classification de Strunz.

## Classification générale
Au début du XIXe le chimiste Berzelius, dans son Nouveau système de minéralogie, propose une classification prenant en compte la composition chimique des minéraux. Elle est améliorée notamment par Dana au cours du XIXe puis par Strunz au XXe en bénéficiant des progrès de la chimie analytique et de la cristallographie.
Les révisions récentes de la classification de Dana (1997) et de la classification de Strunz (2001) reposent sur la cristallochimie. Elles considèrent les groupes d'atomes qui composent le minéral : des groupes à charge positive, les cations, et les groupes à charge négative, les anions. Dans la formule chimique d'un minéral, les cations sont placés à gauche, et les anions à droite. Grâce à la formule, on peut savoir à quelle classe appartient le minéral. Ainsi, la calcite s'écrit CaCO3 : [Ca]2+ [CO3]2− et appartient à la classe minérale des « carbonates et nitrates ». Les minéraux sont rangés en 10 classes minérales (Cf. infra ), sans compter les faux minéraux.

## Le système de Dana
Ce système de classement hiérarchisé a été initialement décrit par James Dwight Dana en 1837 et a fait l'objet de plusieurs révisions et ajouts. Son fils, Edward Salisbury Dana, publie la 6e édition en 1892. Elle est considérée comme la bible du minéralogiste au début du XXe siècle. La version actuelle est la 8e édition. Publiée en 1997 sous le titre Dana's New Mineralogy, elle décrit plus de 3 700 minéraux.
Le système de Dana est basé à la fois sur les propriétés chimiques et la structure cristalline des minéraux. Chaque espèce minérale est identifiée par un groupe unique de quatre nombres séparés par des points, représentant :
- la classe du minéral ;
- le type du minéral, basé sur divers critères, dont les caractéristiques atomiques du minéral ;
- le groupe, dépendant de la structure cristalline et du groupe d'espace du minéral ;
- un nombre attribué de façon unique à chaque espèce minérale du groupe.

Par exemple, la magnésite MgCO3 est identifiée par le numéro 14.1.1.2. C'est un minéral de la classe 14 (anhydrous normal carbonates), du type 1 (formule simple ACO3), du groupe 1 (calcite : structure trigonale, groupe d'espace R3c). C'est le 2e élément de ce groupe.

## La classification de Strunz
C'est le système de classification retenu par l'Association internationale de minéralogie. La version publiée la plus récente est la 9e édition en 2001. Une 10e édition est disponible en ligne,, mais n'a pas encore été publiée. En raison du décès d'Hugo Strunz et de la poursuite des travaux sous la direction principale d'Ernest H. Nickel, elle est souvent dénommée « classification de Nickel-Strunz ».

## Classes minérales
Les minéraux sont répartis dans 10 classes minérales. Ces classes sont communes à la classification de Dana et à celle de Strunz, mais la numérotation diffère dans les deux systèmes.

### Éléments natifs (et carbures, nitrures, phosphures, siliciures)
Les éléments natifs sont des corps chimiques qui ne peuvent se décomposer en corps plus simples. Ils représentent 3 à 4 % des espèces minérales. Les métaux existent sous forme d'éléments natifs (constituant pur) ou, plus généralement, d'alliages.
Les carbures, nitrures, phosphures et siliciures, rajoutés tardivement à la 1re classe, sont des minéraux rares dans lesquels un ou plusieurs métaux sont combinés au carbone, à l'azote, au phosphore ou au silicium.
On divise ces minéraux en sept sous-classes :
- métaux natifs : or (Au), argent (Ag), cuivre (Cu), platine (Pt), … ;
- semi-métaux : le bismuth (Bi), l’antimoine (Sb), l’arsenic (As), … ;
- métalloïdes : carbone (C), soufre (S), …
- carbures
- nitrures
- phosphures
- siliciures

### Sulfures et dérivés
Ils représentent 15 à 20 % des minéraux, soit 350 espèces. De nombreux minerais sont des sulfures.
Ils sont répartis en deux groupes :

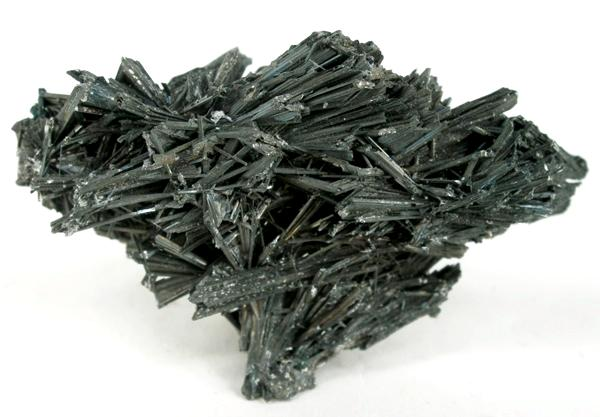
le groupe anionique ne contient qu'un métalloïde : le soufre pour les sulfures, le sélénium pour les séléniures, le tellure pour les tellurures, l'arsenic pour les arséniures, l'antimoine pour les antimoniures, les plus courants étant la pyrite (FeS2) et la galène (PbS) ;  - pyrite
  - galène

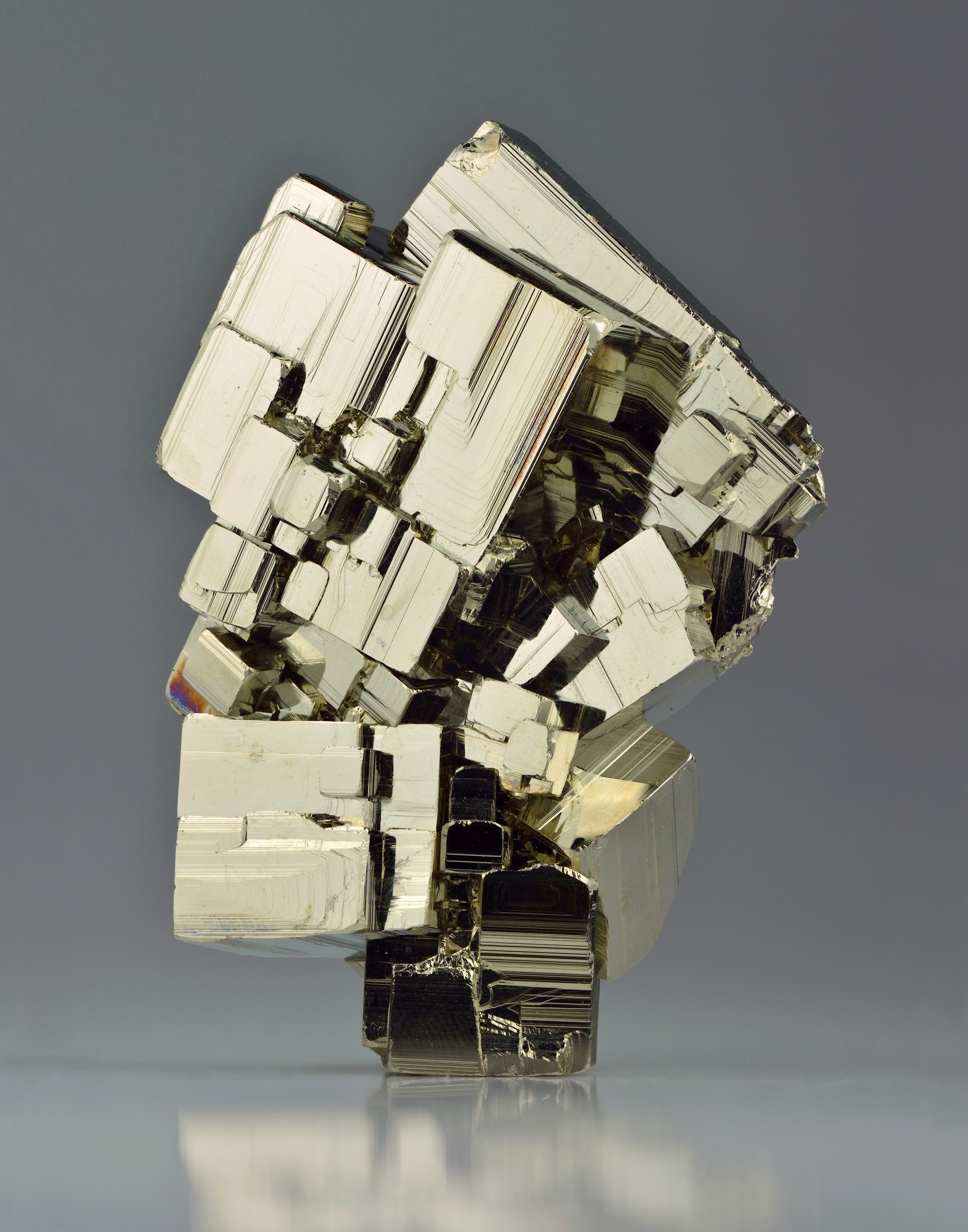
pyrite
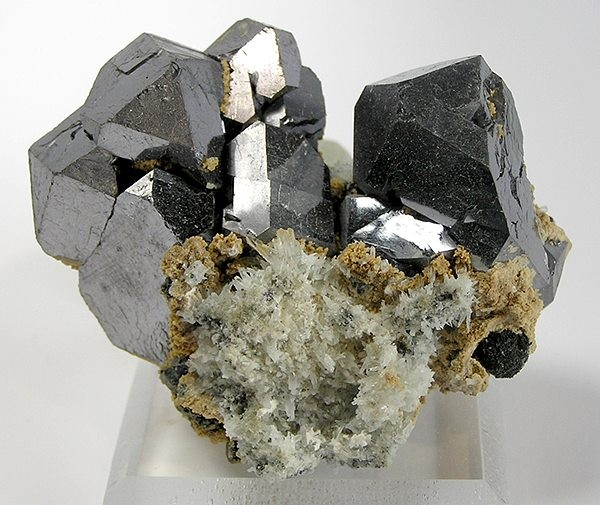
galène

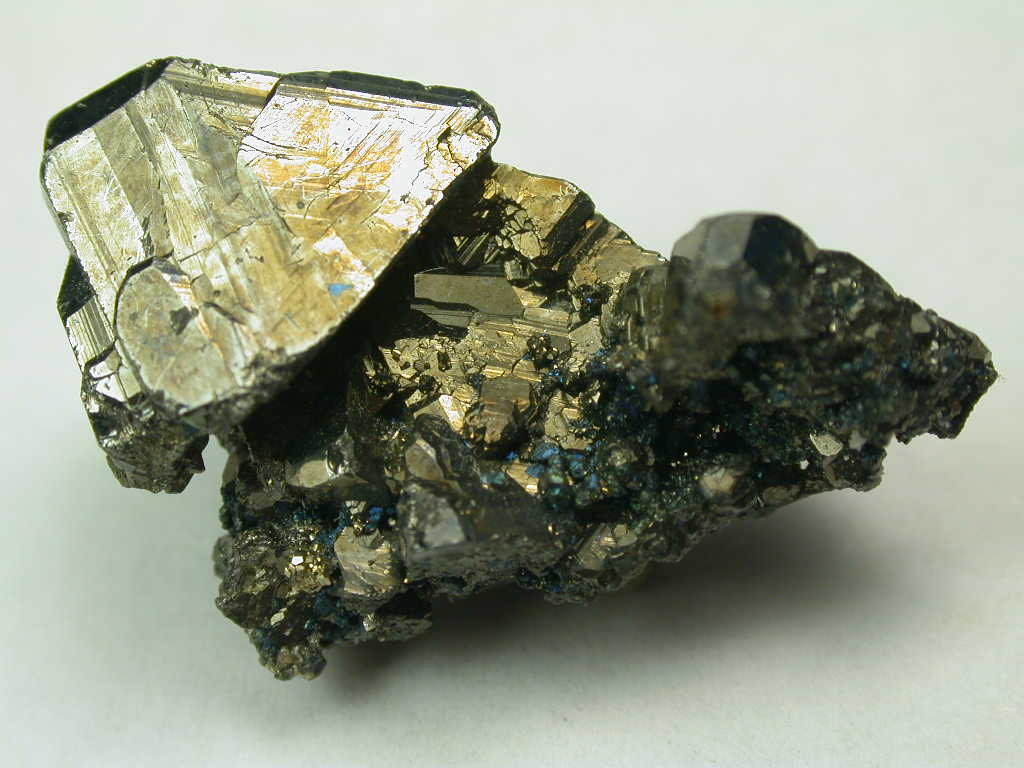
les sulfosels : le groupe anionique est composé de soufre et d'un autre métalloïde.   - la zinkénite Pb6Sb14S27
  - la tennantite (Cu,Fe)12As4S13.

### Oxydes et hydroxydes
La quatrième classe regroupe les minéraux dont le groupe anionique est constitué d’oxygène ou d’hydroxyle ([OH]−). 14 % des minéraux sont des oxydes.
On les divise en trois sous-classes :
- les oxydes simples : l'hématite (Fe2O3), minerai de fer ;
- les oxydes multiples : le spinelle (MgAl2O4) utilisé en joaillerie en substitution du rubis ;
- les hydroxydes.

### Halogénures
Le groupe anionique des halogénures est formé par les halogènes. Cette classe représente 5 à 6 % des espèces minérales. Les minéraux les plus connus sont sans doute la halite NaCl, ou sel gemme, et la fluorine CaF2.
Les halogénures sont fragiles, légers et souvent solubles dans l'eau.

### Carbonates et nitrates
Ces minéraux se caractérisent par leur fragilité et une faible dureté.
On distingue deux sous-classes :
- Carbonates : le groupe anionique est le groupe carbonate [CO3]2−. Ils représentent 9 % des espèces connues, soit 200 espèces environ. Parmi elles, des espèces importantes, comme la calcite (CaCO3), qui est le constituant principal du calcaire ;
- Nitrates : le groupe anionique est l'ion nitrate [NO3]−. Exemple : la nitronatrite (NaNO3).

### Borates
- Borates : le groupe anionique est, soit l'ion borate [BO3]3−, soit l'ion [BO4]5−. Cette petite famille représente 2 % des minéraux.

### Sulfates et dérivés
Cette classe regroupe environ 230 espèces soit 10 % du total et se définit par le groupe anionique de forme [XO4]2−.
- Sulfates : [SO4]2−. Le sulfate le plus connu est sans aucun doute le gypse, la pierre à plâtre (CaSO4·2H2O).
- Chromates : [CrO4]2−.
- Tungstates : [WO4]2−.
- Molybdates : [MoO4]2−.

### Phosphates et dérivés
Cette classe regroupe environ 250 espèces, soit 16 % du total mais beaucoup ne sont observables qu'en petits cristaux. Le groupe anionique est de forme [XO4]3−.
- Phosphates : [PO4]3−.
- Arséniates : [AsO4]3−.
- Vanadates : [VO4]3−.

### Silicates
L'unité de base du minéral est l'ion silicate [SiO4]4−. L'atome silicium est au centre d'une pyramide à base triangulaire. Ce volume géométrique formé par 4 triangles équilatéraux est un tétraèdre.
Les silicates représentent plus d'un quart des minéraux à la surface du globe. Cette abondance a amené à une classification spécifique. Celle-ci fait intervenir des notions structurales, c'est-à-dire fonction de l'enchaînement des tétraèdres [SiO4]. L'arrangement des liaisons entre les tétraèdres est modifiée par la présence d'autres ions.
Les silicates sont divisés en 6 sous-classes :
- Nésosilicates. Le préfixe néso- vient du grec, signifiant « île ». Les tétraèdres n'ont aucune liaison entre eux. Un atome au moins les isole et la formule le traduit : le groupe [SiO4] y apparaît. Les nésosilicates représentent 5 % environ des espèces minérales. On y retrouve l'olivine (Mg,Fe)2SiO4, les grenats et les topazes.
- Sorosilicates. Le préfixe soro- veut dire « amas » en grec. Les tétraèdres SiO4 se lient par deux par un sommet, formant un groupe Si2O7. Chaque unité de deux tétraèdres est séparée des autres par des anions intermédiaires. Les sorosilicates représentent 3 % environ des espèces minérales. Parmi elles, on y retrouve l’épidote.
- Cyclosilicates. Cyclo- signifie en grec « anneaux ». Les tétraèdres se réunissent par groupes cycliques, contenant 3, 4 ou 6 tétraèdres, voire plus. Des formules chimiques indiquant [Si3O9], [Si4O12] ou [Si6O18] concernent des cyclosilicates. S'ils ne représentent que 2 % des espèces minérales, celles-ci sont très connues comme pierres gemmes. Il y a d'abord tous les béryls : (aigue-marine, émeraude) et toutes les tourmalines.
- Inosilicates. Le préfixe ino- signifie « fibres » en grec. Les tétraèdres forment des chaînes SiO3. Les rubans peuvent aussi être la condensation de plusieurs chaînes, la plus fréquente étant Si4O11. Les inosilicates représentent 4,5 % environ des espèces minérales. Les deux grandes familles sont les pyroxènes (chaînes simples) et les amphiboles (chaînes doubles). Les amphiboles cristallisées de façon fibreuse sont des amiantes.
- Phyllosilicates. Le préfixe grec phyllo- veut dire « feuille ». Le groupe anionique de cette famille est [Si4O10]. Les tétraèdres s'arrangent en feuillets épais d'une ou deux épaisseurs de tétraèdres. On distingue donc plusieurs familles : les micas, les argiles et les serpentines. Les phyllosilicates représentent 6,5 % environ des espèces.
- Tectosilicates. Le préfixe tecto- vient du grec, « charpente ». Tous les tétraèdres sont reliés entre eux par un oxygène commun et constituent une charpente silicatée. La formule chimique de base est donc SiO2 comme pour le quartz. Dans certains tétraèdres, le silicium peut être remplacé par un atome d'aluminium. La silice SiO2 devient donc (Si,Al)O2. Le nombre et la nature des substitutions déterminent les familles des feldspaths, des feldspathoïdes et des zéolites. Les tectosilicates représentent 4 % des minéraux. On y trouve le lapis lazuli (ou lazurite pour les minéralogistes) et l'amazonite.

### Minéraux organiques
Cette classe renferme environ 30 espèces à structure cristallographique bien définie. C'est le cas de la whewellite, minéral constitutif des calculs rénaux.